# Xanthocercis
Xanthocercis är ett släkte av ärtväxter. Xanthocercis ingår i familjen ärtväxter.
Kladogram enligt Catalogue of Life:
| Xanthocercis | \| \| Xanthocercis madagascariensis \| \| \| \| \| \| Xanthocercis rabiensis \| \| \| \| \| \| Xanthocercis zambesiaca \| \| \| \| |
|              | \| \| Xanthocercis madagascariensis \| \| \| \| \| \| Xanthocercis rabiensis \| \| \| \| \| \| Xanthocercis zambesiaca \| \| \| \| |
|              | Xanthocercis madagascariensis |
|              | |
|              | Xanthocercis rabiensis |
|              | |
|              | Xanthocercis zambesiaca |
|              | |